# Spacer po linie
Spacer po linie (Walk the Line) – amerykański film biograficzny przedstawiający życie zmarłego w 2003 roku muzyka country Johnny’ego Casha. Film opowiada o początkach jego kariery w Memphis. Tytuł filmu pochodzi od jednego z największych przebojów Casha "I Walk the Line".
Joaquin Phoenix i Reese Witherspoon zostali bezpośrednio wybrani przez Johnny’ego Casha i June Carter do zagrania ich postaci w filmie.

## Obsada
- Joaquin Phoenix – Johnny Cash
- Reese Witherspoon – June Carter
- Ginnifer Goodwin – Vivian Cash
- Robert Patrick – Ray Cash
- Shelby Lynne – Carrie Cash
- Dan Beene – Ezra Carter
- Larry Bagby – Marshall Grant
- Lucas Till – Jack Cash
- Ridge Canipe – J.R. Cash
- Hailey Nelson – Rosanne Cash
- John Carter Cash – Bob Neal
- Kerris Dorsey – Kathy Cash
- Wyatt Entrekin – Tommy Cash
- Victoria Hester – Carlene Carter
- Tyler Hilton – Elvis Presley
- Johnny Holiday – Carl Perkins

## Nagrody
Oscary 2006
- Zwycięzca w kategorii najlepsza aktorka pierwszoplanowa Reese Witherspoon
- Nominacja w kategorii najlepszy aktor pierwszoplanowy Joaquin Phoenix
- Nominacja w kategorii najlepszy montaż Michael McCusker
- Nominacja w kategorii najlepsze kostiumy Arianne Phillips
- Nominacja w kategorii najlepszy dźwięk

Złote Globy 2006
- Złoty Glob w kategorii najlepszy musical lub komedia
- Złoty Glob w kategorii najlepsza aktorka w musicalu lub komedii – Reese Witherspoon
- Złoty Glob w kategorii najlepszy aktor w komedii lub musicalu – Joaquin Phoenix

MTV Movie Awards 2006
- Nominacja w kategorii Najlepsza Rola – Joaquin Phoenix
- Nominacja w kategorii Najlepsza Rola – Reese Witherspoon

## Box office
| Świat | US$ 186.438.883 |